# Gouram Makaev
Gouram Makaev, né le 18 février 1970 à Almaty (à l'époque Alma-Ata) en République socialiste soviétique kazakhe, est un joueur de football international kazakh qui évoluait au poste d'attaquant. Il prend sa retraite sportive en 2004 et se reconvertit comme entraîneur dès 2005. Il joue toute sa carrière dans son pays natal, à l'exception de deux saisons passées en Belgique.

## Carrière
Gouram Makaev commence le football à dix ans à l'école de formation d'Alma-Ata. À dix-sept ans, il débute en équipe première du SKIF Alma-Ata, avec laquelle il joue deux rencontres de troisième division. De 1988 à 1990, il porte les couleurs du FC Ekibastuzets Ekibastuz. Il part ensuite au Khimik Taraz et rejoint six mois plus tard le FC Alma-Ata, qui évolue alors en deuxième division d'URSS. Après la dislocation de l'URSS, le joueur retourne à Ekibastuz, rebaptisé Batyr Ekibastuz en 1993, qui a intégré la première division du Kazakhstan. En  1994, il dispute sa première rencontre avec l'équipe nationale du Kazakhstan.
En 1995, Gouram Makaev tente sa chance à l'étranger et rejoint le KFC Lommelse SK, actif en première division belge. Il ne parvient à s'imposer dans le onze de base et ne dispute que sept rencontres de championnat. Il est ensuite transféré par l'Antwerp, un autre club de Division 1 belge, où il reçoit plus de temps de jeu. Il participe à vingt rencontres toutes compétitions confondues et inscrit quatre buts. Cela ne suffit toutefois pas à éviter la relégation du club en fin de saison. Le joueur décide alors de rentrer dans son pays natal et retourne au Batyr Ekibastuz en juillet 1997.
Il y joue un an et demi puis quitte définitivement le club pour rejoindre le FC Shakhtyor Karagandy. En janvier 2000, Gouram Makaev revient au FC Kairat Almaty, qu'il quitte un an plus tard pour le FK Atyrau. Il termine deux fois vice-champion national avec cette équipe et dispute le premier tour préliminaire de la Coupe UEFA 2002-2003. pendant le mercato 2003, il est transféré au FC Jetyssou Taldykourgan, où il reste une saison et demie. Durant l'été 2004, il part pour le FC Ordabasy Chymkent, où il met un terme à sa carrière de joueur à la fin de l'année civile.
En 2005, Gouram Makaev devient entraîneur-adjoint d'un de ses anciens clubs, le FC Jetyssou Taldykourgan, relégué en deuxième division à la fin de la saison. Le club remonte au plus haut niveau national douze mois plus tard. Durant le championnat 2007, il est nommé entraîneur principal jusqu'au terme de la saison, qualifiant l'équipe pour la Coupe Intertoto 2008.

## Sélections internationales
Gouram Makaev dispute sa première rencontre avec l'équipe nationale du Kazakhstan en 1994. Il joue deux autres rencontres cette année-là, suivies de deux matches en 1996 et enfin de cinq autres en 1998, inscrivant cette dernière année son seul but international.

## Statistiques
| Saison                | Club                      | Championnat           | Championnat | Championnat | Coupe(s) nationale(s) | Coupe(s) nationale(s) | Compétition(s) continentale(s) | Compétition(s) continentale(s) | Compétition(s) continentale(s) | Total | Total |
| Saison                | Club                      | Division              | M.          | B.          | M.                    | B.                    | Comp.                          | M.                             | B.                             | M.    | B.    |
| 1987                  | SKIF Alma-Ata             | Division 3            | 2           | 0           | 0                     | 0                     | -                              | 0                              | 0                              | 2     | 0     |
| 1988                  | FC Ekibastuzets Ekibastuz | Division 3            | 27          | 3           | -                     | -                     | -                              | 0                              | 0                              | 27    | 3     |
| 1989                  | FC Ekibastuzets Ekibastuz | Division 3            | 0           | 0           | 0                     | 0                     | -                              | 0                              | 0                              | 0     | 0     |
| 1990                  | FC Ekibastuzets Ekibastuz | Division 3            | 3           | 1           | -                     | -                     | -                              | 0                              | 0                              | 3     | 1     |
| 1991                  | Khimik Taraz              | Division 3            | 18          | 2           | -                     | -                     | -                              | 0                              | 0                              | 18    | 2     |
| 1991                  | FC Almaty                 | Pervaja Liga          | 8           | 0           | -                     | -                     | -                              | 0                              | 0                              | 8     | 0     |
| 1992                  | FC Ekibastuzets Ekibastuz | Top-Division          | 28          | 8           | -                     | -                     | -                              | 0                              | 0                              | 28    | 8     |
| 1993                  | Batyr Ekibastuz           | Top-Division          | 40          | 18          | -                     | -                     | -                              | 0                              | 0                              | 40    | 18    |
| 1994                  | Batyr Ekibastuz           | Top-Division          | 29          | 10          | -                     | -                     | -                              | 0                              | 0                              | 29    | 10    |
| 1995                  | Batyr Ekibastuz           | Top-Division          | 10          | 3           | -                     | -                     | -                              | 0                              | 0                              | 10    | 3     |
| 1995-1996             | KFC Lommelse SK           | Division 1            | 7           | 0           | 0                     | -                     | -                              | 0                              | 0                              | 7     | 0     |
| 1996-1997             | R. Antwerp FC             | Division 1            | 19          | 4           | 1                     | -                     | -                              | 0                              | 0                              | 20    | 4     |
| 1997                  | Batyr Ekibastuz           | Top-Division          | 8           | 2           | -                     | -                     | -                              | 0                              | 0                              | 8     | 2     |
| 1998                  | Batyr Ekibastuz           | Top-Division          | 23          | 8           | -                     | -                     | -                              | 0                              | 0                              | 23    | 8     |
| 1999                  | FC Shakhtyor Karagandy    | Top-Division          | 20          | 5           | -                     | -                     | -                              | 0                              | 0                              | 20    | 5     |
| 2000                  | FC Kairat Almaty          | Top-Division          | 21          | 3           | -                     | -                     | -                              | 0                              | 0                              | 21    | 3     |
| 2001                  | FK Atyrau                 | Top-Division          | 31          | 17          | -                     | -                     | -                              | 0                              | 0                              | 31    | 17    |
| 2002                  | FK Atyrau                 | Super-Liga            | 24          | 3           | -                     | -                     | C3                             | 2                              | 0                              | 26    | 3     |
| 2003                  | FC Jetyssou Taldykourgan  | Super-Liga            | 24          | 6           | -                     | -                     | -                              | 0                              | 0                              | 24    | 6     |
| 2004                  | FC Jetyssou Taldykourgan  | Super-Liga            | 16          | 2           | -                     | -                     | -                              | 0                              | 0                              | 16    | 2     |
| 2004                  | FC Ordabasy Chymkent      | Super-Liga            | 11          | 0           | -                     | -                     | -                              | 0                              | 0                              | 11    | 0     |
| Total sur la carrière | Total sur la carrière     | Total sur la carrière | 369         | 95          | 1                     | 0                     | -                              | 2                              | 0                              | 372   | 95    |